# Georg Scheller (Betriebswirtschaftler)
Georg Scheller (* 5. Dezember 1895 in Norden, Ostfriesland; † 4. Juni 1955 in Frankfurt am Main) war ab 1951 Direktor des Instituts für vergleichende theoretische und praktische Betriebswirtschaftslehre und Vorsitzender des Prüfungsamtes für Wirtschaftswissenschaften an der Universität des Saarlandes.

## Biographie
Sein Vater Ernst Scheller war Gymnasialprofessor und starb, als Georg erst neun Jahre alt war.
Georg Scheller besuchte das humanistische König-Wilhelm-Gymnasium Höxter (Westfalen) und war im Ersten Weltkrieg von 1914 bis 1919 Reserveleutnant, zuletzt im Freikorps. Nach dem Krieg studierte er Wirtschaftswissenschaften in München, Göttingen und Frankfurt am Main. Dort erlangte er 1921 sein kaufmännisches Diplom und promovierte im September 1924. Im selben Jahr wurde er Assistent am Institut für Wirtschaftswissenschaften, später wurde er Fakultäts- und anschließend Oberassistent mit Lehrauftrag für Betriebswirtschaftslehre. Während seines Studiums wurde er Mitglied beim Verein Deutscher Studenten Frankfurt.
Neben seinem Studium absolvierte er eine Ausbildung zum Bankkaufmann und war danach zeitweilig Filialleiter, Revisor sowie Devisen- und Effektenhändler. Im Februar 1925 heiratete er Käthe Steinhöfel.
1928 habilitierte er sich in Frankfurt bei Fritz Schmidt (Betriebswirt) und folgte im Oktober 1928 einem Ruf an die Handelshochschule Nürnberg. 1934 wurde er dort ordentlicher Professor und im Januar 1941 dann Rektor. Im November 1933 unterzeichnete er das Bekenntnis der Professoren an den deutschen Universitäten und Hochschulen zu Adolf Hitler. Seit 1933 war er Mitglied der NSDAP und vieler weiterer NS-Organisationen. Ab 1. Dezember 1933 war er Gaugruppenwalter im NS-Rechtswahrerbund, ferner Gaustellenleiter im Rechtsamt Franken. Sein Bruder war der Marburger nationalsozialistische Oberbürgermeister Ernst Scheller. Georg Scheller wurde im September 1945 entlassen, wobei er seine Aufgaben durch den Dienst als Major mit vielen Fronteinsätzen im Zweiten Weltkrieg nur eingeschränkt hatte wahrnehmen können. Er arbeitete zunächst auf dem Bau, begann aber bald wieder eine Gutachtertätigkeit für Regierungsbehörden.
Im April 1950 übernahm er die Leitung der kaufmännischen Privatschule Dr. Steinhöfel in Frankfurt am Main und im Oktober desselben Jahres wurde er in das Dozentenkollegium der Frankfurter Akademie für Welthandel berufen.

## Werke
- Der Handel mit nicht notierten Werten, Berlin 1924
- Eigenarten der Finanzierungen von Überseegeschäften in Zeitschrift für Betriebswirtschaft 1951, S. 366–374

## Belege
1. ↑  Louis Lange (Hrsg.): Kyffhäuser-Verband der Vereine Deutscher Studenten. Anschriftenbuch 1931. Berlin 1931, S. 195.
2. ↑   Peter Mantel: Betriebswirtschaftslehre und Nationalsozialismus, 2009, S. 815

| Personendaten    | Personendaten                   |
| ---------------- | ------------------------------- |
| NAME             | Scheller, Georg                 |
| KURZBESCHREIBUNG | deutscher Betriebswirtschaftler |
| GEBURTSDATUM     | 5. Dezember 1895                |
| GEBURTSORT       | Norden, Ostfriesland            |
| STERBEDATUM      | 4. Juni 1955                    |
| STERBEORT        | Frankfurt am Main               |